# Dotterbart
Dotterbart (Originaltitel: Yellowbeard) ist ein britischer Comedy-Piratenfilm von Mel Damski. Mit Graham Chapman in der Titelrolle und Eric Idle und John Cleese in Nebenrollen spielen drei der sechs ehemaligen Mitglieder der Comedy-Gruppe Monty Python mit. In weiteren Rollen sind das Komikerduo Cheech und Chong sowie Marty Feldman zu sehen.

## Handlung
Der Pirat Dotterbart wird wegen Steuerhinterziehung zu einer Haftstrafe verurteilt. Da er vor seiner Inhaftierung einen Goldschatz auf einer entlegenen Insel vergraben und deren Koordinaten selbst unter Folter nicht verraten hat, lässt die Royal Navy seine Haftstrafe auf 140 Jahre anheben, in der Hoffnung, er werde daraufhin ausbrechen und sich auf die Suche nach seinem Schatz machen.
Nachdem er von der Erhöhung seiner Strafe erfährt, bricht Dotterbart tatsächlich aus und wird fortan von der Royal Navy verfolgt. Bei seiner Suche nach dem Schatz hilft ihm sein Sohn Dan, der jedoch kein Pirat, sondern ein intellektueller Gärtner ist. Zusammen mit seiner alten Besatzung entführt er ein Schiff und erreicht schließlich die Schatzinsel. Dort tötet er El Nebuloso und Dan tötet Mr. Moon, Dotterbarts früheren Maat, der ihn verraten hat. Den Schatz finden sie schließlich mittels einer Karte, die Dan als Kind von seiner Mutter auf die Kopfhaut tätowiert worden war, bevor sie die Originalkarte zerstörte. Am Fundort sticht Dan Dotterbart versehentlich nieder und der Schatz gelangt in die Hände der königlichen Flotte.
Als das Schiff der Navy mit dem Schatz nach England zurückkehrt, wird es von Dotterbart und seiner Besatzung gekapert – seine Verletzung war nicht tödlich. Dotterbart setzt die Besatzung der Royal Navy auf hoher See aus und übernimmt das Schiff.

## Hintergründe
- Neben einer bereits veröffentlichten Videokassette mit dem Titel Monty Python auf hoher See ist seit dem 8. August 2006 die DVD mit dem Titel Dotterbart in Deutschland erhältlich. Diese wurde noch um einige (nicht synchronisierte) Szenen ergänzt.
- John Cleese gab später zu, er habe nur deswegen in dem Film mitgespielt, um Graham Chapman einen Gefallen zu tun. In der Tat hielte er das Drehbuch für das schlechteste, das er je gelesen habe.
- Während der Dreharbeiten starb Marty Feldman in einem Hotel in Mexiko-Stadt 48-jährig an Herzversagen.
- Für alle drei im Film vorkommenden Schiffe wurde die 1961 für den Film Meuterei auf der Bounty gebaute Bounty verwendet.[1]

## Kritiken
„Sarkastisch-makabre, teils zotenhafte Piratenfilm-Parodie.“

„Trotz des Staraufgebots (u. a. Eric Idle, Cheech und Chong, David Bowie) bleibt die Parodie blaß.“